# Særkrone
Særkrone (Amorpha) er en slægt med under 10 arter, der er udbredt i Nordamerika, dvs. fra det sydlige Canada via USA til det nordlige Mexico. Det er løvfældende buske, halvbuske eller mere sjældent: flerårige urter med spredtstillede, uligefinnede blade. Blomsterne er små og sidder samlet i endestillede stande. De enkelte blomster er stærkt uregelmæssige, idet de kun har ét kronblad (deraf det græske navn Amorpha, der betyder misdannet). Frugterne er bælge med kun ét frø i hver.
| Beskrevne arter |

- Almindelig Særkrone (Amorpha fruticosa)

| Andre arter |

- Amorpha californica
- Amorpha canescens
- Amorpha glabra
- Amorpha herbacea
- Amorpha nana
- Amorpha ouachitensis